# James Wharton (polityk)
James Stephen Wharton, baron Wharton of Yarm (ur. 16 lutego 1984 w Wolviston) – brytyjski polityk, deputowany Izby Gmin, par.

## Działalność polityczna
Jest politykiem Partii Konserwatywnej i w  okresie od 6 maja 2010 do 3 maja 2017 reprezentował okręg wyborczy Stockton South w brytyjskiej Izbie Gmin, a od 2020 zasiada w Izbie Lordów.